# 24825 Ebeshireiko
24825 Ebeshireiko este o planetă minoră (asteroid), cu un diametru de 3,987 km, din centura de asteroizi. A fost descoperită pe 21 august 1995 la Kitami Observatory⁠(d) de Kin Endate. 
Obiectul prezintă o orbită caracterizată de o semiaxă mare de 2,2386591 UAi, o excentricitate de 0,18, o înclinație de 3,55217 ° în raport cu ecliptica.